# Massif de l'Abodi
Le massif de l'Abodi, en espagnol Sierra de Abodi, en basque Abodiko mendilerroa, est un massif ou montagne située sur les contreforts occidentaux des Pyrénées dans la communauté forale de Navarre en Espagne.
Elle est bordée au nord-est par le pic d'Orhy (qui n'en fait pas partie) et sépare les vallées d'Iraty et de Salazar.
Son plus haut sommet est l'Abodi s'élevant à 1 531 mètres d'altitude.

## Géographie

### Topographie
Liste des sommets :
1. Abodi (1 531 m[2]) 42° 57′ 05″ nord, 1° 03′ 16″ ouest
2. Abodi Oeste (1 496 m[3]) 42° 57′ 32″ nord, 1° 06′ 53″ ouest
3. Idorrokia (1 491 m[4]) 42° 57′ 39″ nord, 1° 07′ 57″ ouest
4. Dukea ou Arrizabala (1 481 m[5]) 42° 57′ 23″ nord, 1° 05′ 48″ ouest
5. Goñiburu (1 461 m[6]) 42° 57′ 50″ nord, 1° 09′ 14″ ouest
6. Gaztanbidea (1 460 m[7]) 42° 57′ 02″ nord, 1° 02′ 15″ ouest
7. Cruz de Osaba (1 438 m[8]) 42° 57′ 09″ nord, 1° 01′ 42″ ouest
8. Bizkarraundi (1 426 m[9]) 42° 57′ 28″ nord, 1° 09′ 13″ ouest
9. Auztarri (1 412 m[10]) 42° 57′ 51″ nord, 1° 11′ 02″ ouest
10. Goñiburu Txikia (1 403 m[11]) 42° 57′ 45″ nord, 1° 08′ 48″ ouest
11. Martxate (1 403 m[12]) 42° 57′ 08″ nord, 1° 11′ 21″ ouest
12. El Cerrillar (1 391 m[13]) 42° 56′ 48″ nord, 1° 01′ 33″ ouest
13. Berrendi (1 351 m[14]) 42° 57′ 08″ nord, 1° 12′ 54″ ouest
14. Ugaibel (1 243 m[15]) 42° 58′ 07″ nord, 1° 12′ 51″ ouest
15. Harri Eder Gaina (1 175 m[16]) 42° 58′ 26″ nord, 1° 12′ 51″ ouest
16. Goimendi (1 131 m[17]) 42° 55′ 51″ nord, 1° 01′ 36″ ouest
17. Petxuberro (1 096 m[18]) 42° 56′ 46″ nord, 1° 14′ 33″ ouest
18. Artatxo (1 078 m[19]) 42° 56′ 19″ nord, 1° 07′ 52″ ouest
19. Muskilda (1 071 m[20]) 42° 55′ 11″ nord, 1° 04′ 49″ ouest
20. Aixkourrua (1 024 m[21]) 42° 55′ 12″ nord, 1° 03′ 54″ ouest

## Voies d'accès
Côté français, on y accède par le port de Larrau. 
En hiver, c'est le domaine de la station de ski de fond d'Abodi Salazar.